# Țîhanivți, Ujhorod
Țîhanivți (în ucraineană Циганівці) este un sat în comuna Velîki Lazî din raionul Ujhorod, regiunea Transcarpatia, Ucraina.

## Demografie
Componența lingvistică a localității Țîhanivți
     Ucraineană (96,88%)
     Rusă (2,88%)
     Alte limbi (0,24%)
Conform recensământului din 2001, majoritatea populației localității Țîhanivți era vorbitoare de ucraineană (96,88%), existând în minoritate și vorbitori de rusă (2,88%).